# Maurice Felbier
Maurice Felbier, Antwerpen, 1903 - Antwerpen, 1991) was een Belgisch kunstschilder.
Maurice Felbier, geboren te Antwerpen op 7 maart 1903, was een Vlaams kunstschilder. Hij was een student van Baron Isidoor Opsomer aan de Koninklijke Academie voor Schone Kunsten van Antwerpen, won enkele eerste prijzen als ook de Van Leriusprijs. Aldaar werd hij later als leraar aangesteld. Schilderde figuren en stillevens in olieverf op doek, maar maakte ook aquarellen, tekeningen en houtsneden. Schilderijen zijn te vinden in de musea van Antwerpen en Gent.
Hij was lid van diverse kunstenaarsverenigingen : onder andere "Kunstkring 't Getij", opgericht in 1939 door Oscar Verpoorten, Edmond Van Dooren, Frans Van Giel en Albert Poels. Daarna kwamen Maurice Felbier, Jos Tilleux, Jan Cockx, Willy Kreitz, Antoon Herckenrath en René de Coninck daar ook bij. De Vereniging Kunstkring ‘t Getij werd formeel gesticht in februari 1940.

## Tentoonstellingen
- 1932, Antwerpen (?), stelde ten toon met Rik Sauter en anderen (29/4 - 4/5)
- 1934, Antwerpen, Kapelleke op het St-Niklaaspleintje, De Crisis en onze Kunstenaars (16 - 30/6)
- 1937, Gent, Feestpaleis, Park der Citadel, 46e Gentsch Salon (7/8-26/9)(twee werken)
- 1937, Mechelen, Stedelijke Feestzaal, Salon van Mechelen - 50e Tentoonstelling, Maatschappij tot Aanmoediging der Schone Kunsten (17/10 - 2/11) (cat. 58 - 59)
- 1938, Antwerpen, Stadsfeestzaal, Vierjaarlijksche en Jubel tentoonstelling, 150ste verjaring 1788-1938, De Koninklijke Maatschappij ter Aanmoediging der Schoone Kunsten (8-30/10)(twee werken)
- 1939, Antwerpen, Stedelijk Kunstsalon, Kunstkring ’t Getij (25/10 - 3/11)
- 1940, Antwerpen, Hotel 'Osterrieth', Winterhulp - Tentoonstelling van kunstwerken door de beeldende kunstenaars geschonken (31/12/1940 - 31/1/1941)
- 1941, Antwerpen, Zaal Lamorinière, Kunstkring ‘t Getij (8 - 18/3)
- 1941, Brussel, De Vlaamsche Club, Kunstkring ‘t Getij (12/6 - 12/7)
- 1942, Antwerpen, Zaal Lamorinière, Kunstkring ‘t Getij (12 - 21/2)
- 1944, Antwerpen, Zaal Lamorinière, Kunstkring ‘t Getij (13 - 22/2)
- 1944, Antwerpen, Stedelijk Kunstsalon, Maurice Felbierj, Stadsbestuur van Antwerpen (15/4 - ?)
- 1946, Den Haag, Haagse Kunstkring en Kunstkring ‘t Getij (30/11 - 14/12)
- 1947, Antwerpen, Stadsfeestzaal, Vierjaarlijksche tentoonstelling, Koninklijke Maatschappij ter Aanmoediging der Schoone Kunsten (4 - 26/10)(twee werken)
- 1947, Antwerpen, Stedelijk Kunstsalon, Kunstkring ‘t Getij (25/10 - 3/11)
- 1948, Brussel, Paleis voor Schone Kunsten, Vierjaarlijksche tentoonstelling, Koninklijke Maatschappij ter Aanmoediging der Schoone Kunsten (twee werken)
- 1949, Antwerpen, Stedelijk Kunstsalon, Kunstkring ’t Getij - Retrospectieve tentoonstelling O. Verpoorten (8 - 19/1)
- 1951, Antwerpen, Stadsfeestzaal, Vierjaarlijksche tentoonstelling, Koninklijke Maatschappij ter Aanmoediging der Schoone Kunsten (22/9 - 7/10)(twee werken)
- 1953, Antwerpen, Stadsfeestzaal, Jubeltentoonstelling Kunstkring ’t Getij (12 - 27/9)
- 1961, Sint-Niklaas, Tentoonstelling der werken van de kunstschilder Maurice Felbier
- 1987, Borgerhout, Maurice Felbier: Huldetentoonstelling; Districtshuis Borgerhout, (12 - 27/9)

## Musea
- Gent, Museum voor Schone Kunsten, Stilleven met druiven, olieverf op doek, 75,2 x 68,8 cm, 1937, Vlaamse Kunst Collectie inventaris nummer 1937-AN
- Antwerpen, Koninklijk Museum voor Schone Kunsten - Herfstvruchten, olieverf op doek, 105 x 71 cm, sign. rechts onder, 1941, BALaT inventarisnummer: 2497, Objectnummer: 101471
- Brussel [deelgemeente], Ministerie Vlaamse Gemeenschap - Bloemen, olieverf, 80 x 60 cm, sign. rechts onder, BALat inventarisnummer: 2953, Objectnummer: 20003186